# Mosbah Sanai
Mosbah Sanai (arabe : مصباح الصانعي), né le 26 mars 1991 à Médenine, est un handballeur tunisien jouant au poste d'arrière gauche.

## Carrière
En 2011, il termine avec la Tunisie à la troisième place du championnat du monde junior, où il finit troisième meilleur buteur tunisien, avec 36 buts marqués.
En 2017, il signe en contrat de trois ans au Chambéry SMBH. Arrivé au club en août avec plus de trois semaines de retard, il se blesse lors de la préparation puis demande à quitter le club lors de la trêve internationale en janvier 2018. Mosbah Sanai a expliqué au club que « la vie en France ne lui convenait pas et que son intégration était plus difficile qu'il le pensait ». Les deux parties se sont mis d'accord pour mettre fin à son contrat et il part finalement sans avoir joué un seul match avec Chambéry.

## Palmarès

### Clubs
Compétitions nationales
- Vainqueur du championnat de Tunisie (1) : 2011
- Vainqueur de la coupe de Tunisie (1) : 2010

Compétitions internationales
- Vainqueur de la Ligue des champions d'Afrique (1) : 2010
  - Finaliste en 2011
- Vainqueur de la coupe d'Afrique des vainqueurs de coupe (1) : 2012
- Vainqueur de la Supercoupe d'Afrique (1) : 2013
  - Finaliste en 2011
- Vainqueur de la Ligue des champions d'Asie (2) : 2013 et 2014
- Médaille de bronze à la coupe du monde des clubs : 2013 (avec El Jaish SC)

Autres
- Médaille de bronze au championnat arabe des clubs champions : 2013
- Médaille d'or au championnat du Golfe des clubs : 2014
- Médaille de bronze au championnat du Golfe des clubs : 2013

### Équipe nationale
Championnat du monde
- 11e au championnat du monde 2013 ( Espagne)
- 15e au championnat du monde 2015 ( Qatar)
- 19e au championnat du monde 2017 ( France)
- 12e au championnat du monde 2019 ( Danemark)
- 25e au championnat du monde 2021 ( Égypte)

Championnat d'Afrique
- Médaille d'or au championnat d'Afrique 2012 ( Maroc)
- Médaille d'argent au championnat d'Afrique 2014 ( Algérie)
- Médaille d'argent au championnat d'Afrique 2016 ( Égypte)
- Médaille d'argent au championnat d'Afrique 2020 ( Tunisie)

Autres
- Médaillé de bronze au championnat du monde junior 2011 ( Grèce)
- Médaillé de bronze aux Jeux panarabes de 2011 ( Qatar)